# Peter Ludwig von Donatz
Peter Ludwig von Donatz (* 20. September 1782 in Valenza, Piemont; † 12. August 1849 in Chur) war ein Schweizer Militär und Oberbefehlshaber der eidgenössischen Truppen während des Zweiten Freischarenzuges von 1845.
Er leistete bereits ab 1799 fremde Kriegsdienste zuerst für England, ab 1806 für Frankreich. Von Donatz war 1812 am Russlandfeldzug beteiligt und führte nach der Schlacht an der Beresina den Rest der Schweizer Verbände nach Wilna. Nachdem er 1845 das Kommando innegehabt hatte, wurde er 1847 im Sonderbundskrieg Kommandant der 3. Armeedivision unter General Guillaume-Henri Dufour.